# Одзава, Нарутака
Нарутака Одзава — японский математик, специалист в теории групп и операторных алгебрах, профессор Киотского университета.

## Признание
- Приглашённый докладчик на международном конгрессе математиков 2006 года в Мадриде.
- Премия Математического общества Японии.